# 拉蓬塔區

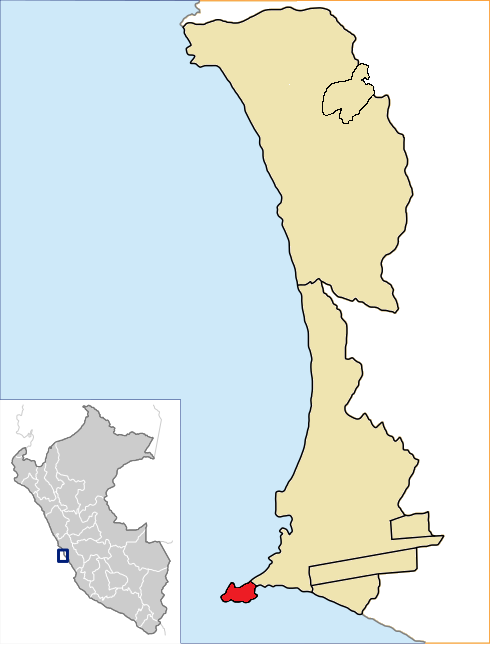

12°4′17″S 77°9′45″W / 12.07139°S 77.16250°W
拉蓬塔區（西班牙語：Distrito de La Punta），是秘魯的一個區，位於該國中西部卡亞俄省，始建於1915年10月6日，面積0.38平方公里，海拔高度2米，2005年人口4,661，人口密度每平方公里12,000人。